# حسن فرسام
حسن فرسام (زادهٔ ۱۳۱۱ تهران درگذشت ۱۶ بهمن ۱۳۹۴) استاد شیمی دارویی دانشکده داروسازی دانشگاه تهران، عضو پیوسته فرهنگستان علوم پزشکی، عضو انجمن دانشمندان علوم دارویی آمریکا و نیز مشاور ادواری سازمان جهانی بهداشت (WHO) بود.
حسن فرسام که ورود خود را به عرصه داروسازی با یک تصادف - و به عقیده خیلی تصادف نیک فرجام- عجین می‌داند، در این عرصه موفقیت‌های زیادی کسب کرده است. او علاوه بر ۱۰۰ مقاله علمی انگلیسی و فارسی و همین تعداد مقاله کوتاه برای همایش‌های خارجی و داخلی و چند کتاب و بیش از ۱۰۰ پایان‌نامه عمومی و تخصصی داروسازی و چندین طرح تحقیقاتی و علاوه بر کسب عناوین مختلفی چون استاد نمونه کشوری و پژوهشگر برتر، در پرورش چند نسل از تأثیر گذارترین افراد جامعه که امروز در سمت‌های مختلفی مشغول خدمت هستند نقش اساسی ایفا کرده است.
او علاوه بر اخذ عالی‌ترین مدارک در زمینه شیمی دارویی، در رشته‌های انگل‌شناسی، مالاریاشناسی و علوم آزمایشگاهی نیز تحصیل کرده است.

## مدرسۀ دکتر حسن فرسام

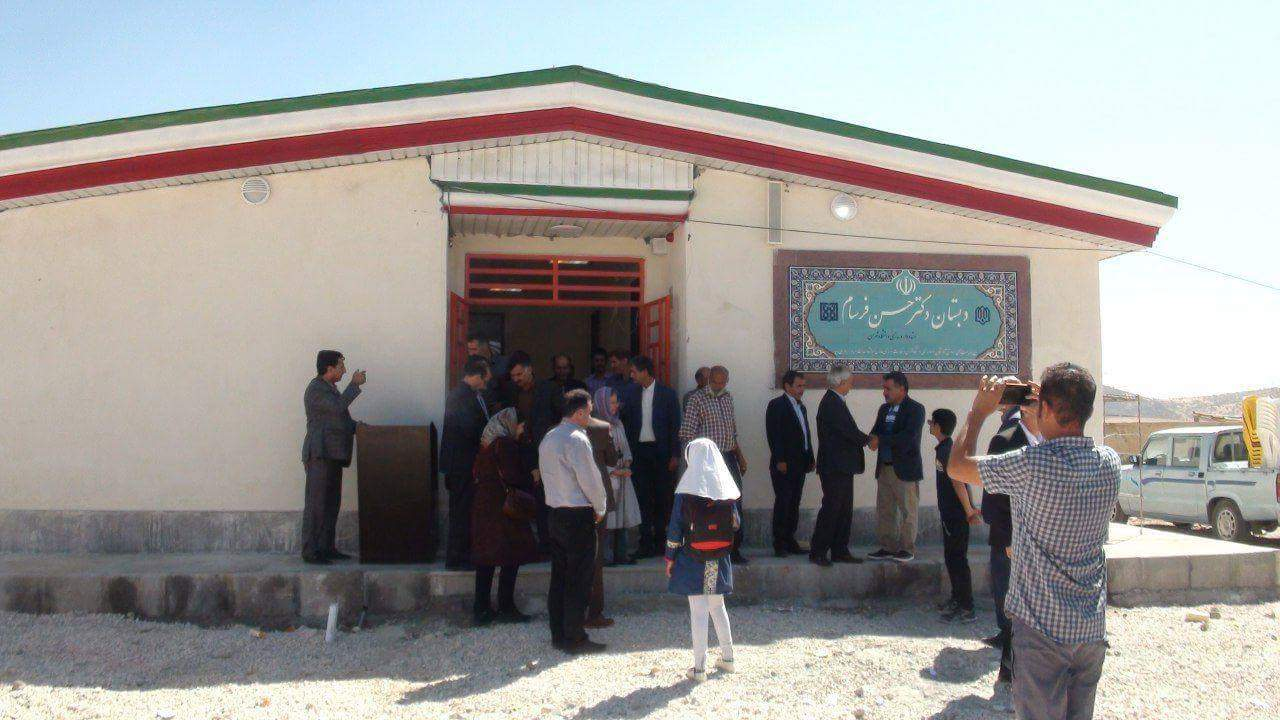
تصاویری از مدرسۀ حسن فرسام در روستای چشمه‌سفید در شهرستان دالاهو در استان کرمانشاه.
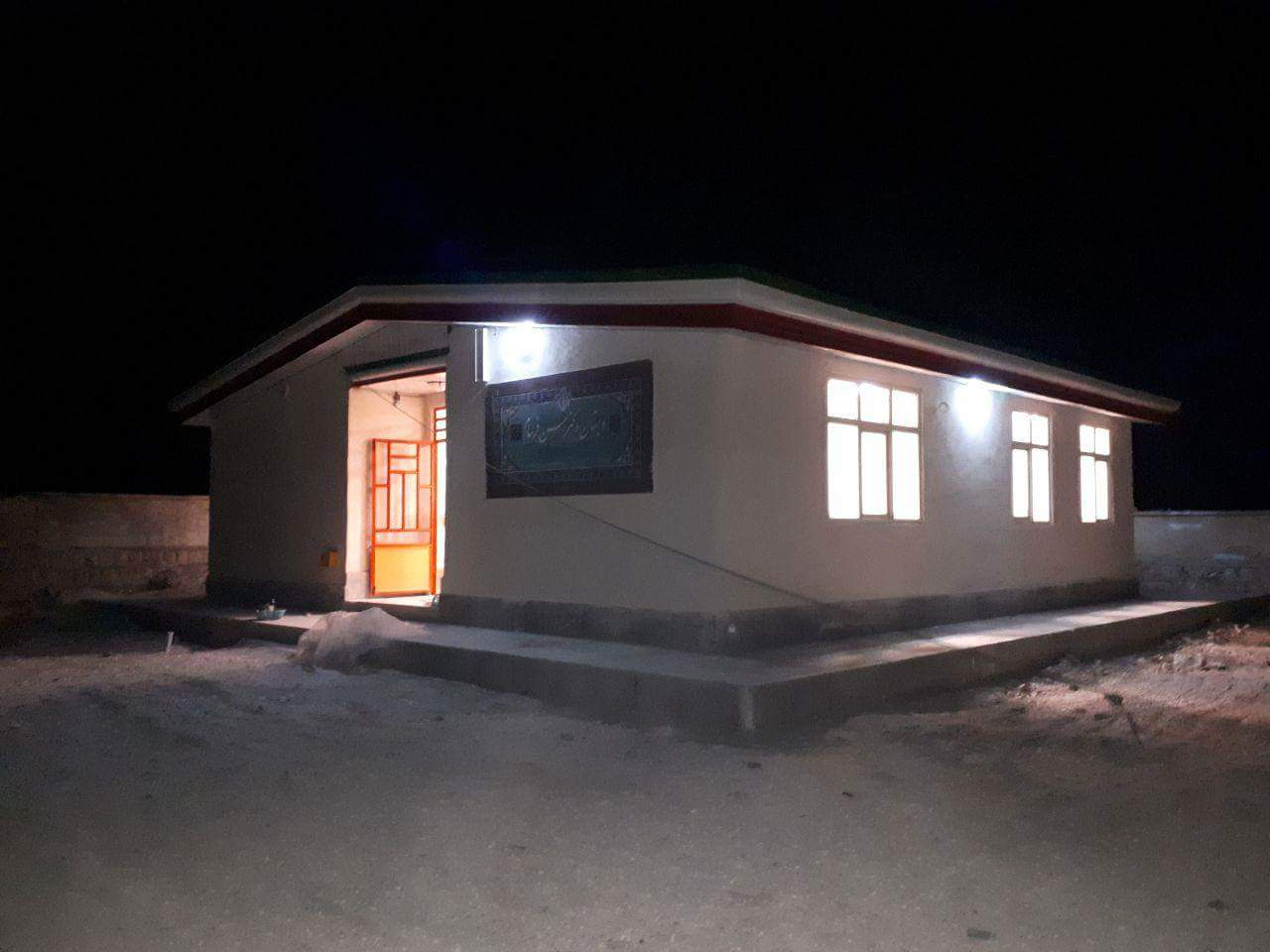
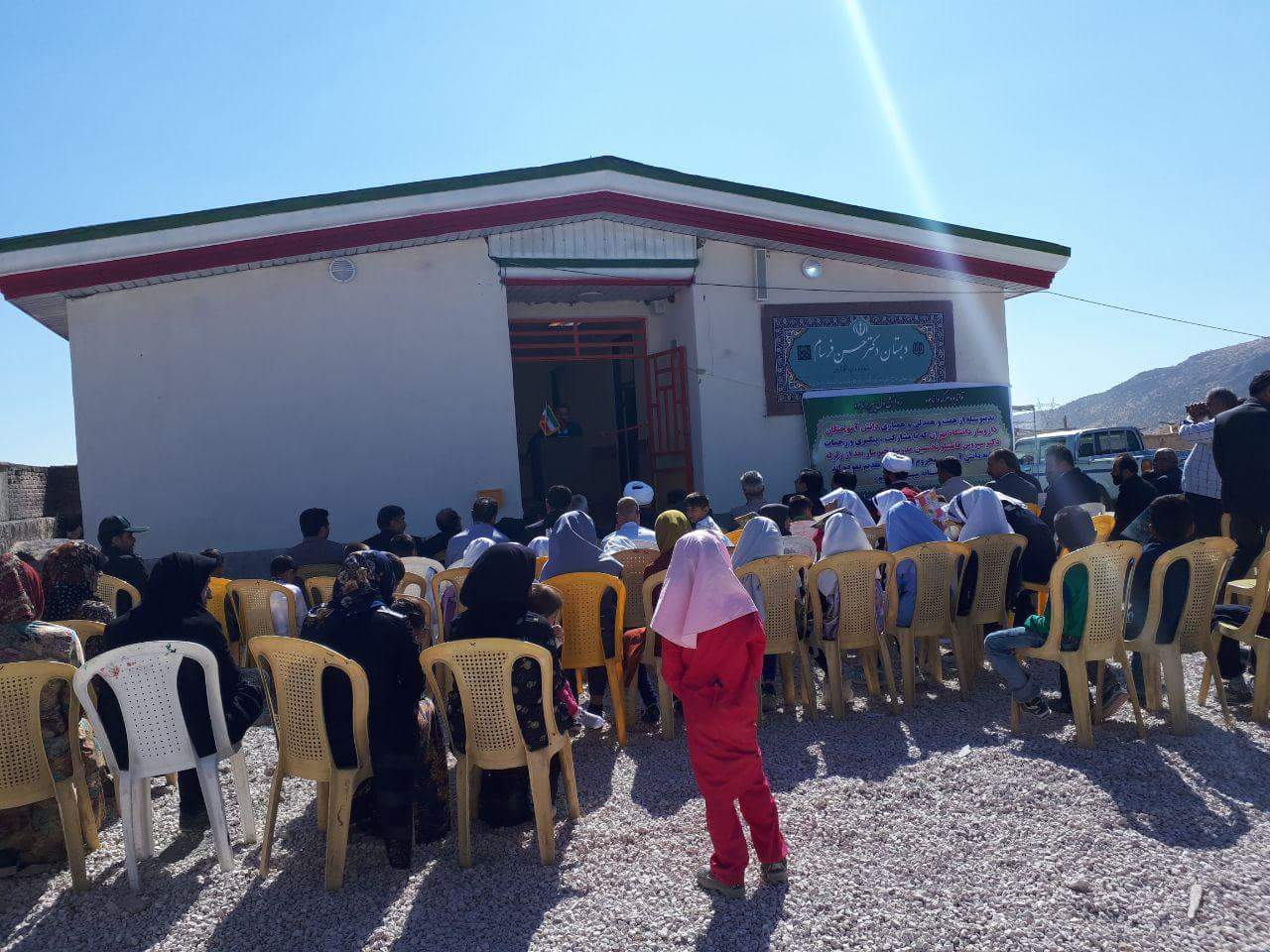